# Astoria (South Dakota)
Astoria ist eine Kleinstadt (mit dem Status „Town“) im Deuel County im US-amerikanischen Bundesstaat South Dakota. Das U.S. Census Bureau hat bei der Volkszählung 2020 eine Einwohnerzahl von 132 ermittelt.

## Geografie
Astoria liegt im Osten South Dakotas, unweit der Grenze zu Minnesota. Die geografischen Koordinaten von Astoria sind 44°33′30″ nördlicher Breite und 96°32′50″ westlicher Länge. Das Stadtgebiet erstreckt sich über eine Fläche von 0,41 km².
Benachbarte Orte von Astoria sind White (21,8 km südwestlich), Toronto (9,2 km westnordwestlich), Brandt (18,7 km nordnordwestlich) und Hendricks in Minnesota (15,8 km südöstlich).
Die nächstgelegenen größeren Städte sind Sioux Falls (138 km südlich), Fargo in North Dakota (293 km nördlich) und Minnesotas größte Stadt Minneapolis (302 km östlich).

## Verkehr
Wenige Kilometer westlich von Astoria verläuft die Interstate 29, die die kürzeste Verbindung von Kansas City in Missouri nach Winnipeg in der kanadischen Provinz Manitoba bildet. Der South Dakota Highway 28 verläuft in West-Ost-Richtung etwa einen Kilometer nördlich von Astoria. Alle weiteren Straßen sind untergeordnete Landstraßen, teils unbefestigte Fahrwege sowie innerstädtische Verbindungsstraßen.
Die nächsten Flughäfen sind der Sioux Falls Regional Airport (137 km südlich), der Hector International Airport in Fargo (295 km nördlich) und der Minneapolis-Saint Paul International Airport (300 km östlich).

## Demografische Daten
Nach der Volkszählung im Jahr 2010 lebten in Astoria 139 Menschen in 61 Haushalten. Die Bevölkerungsdichte betrug 339 Einwohner pro Quadratkilometer. In den 61 Haushalten lebten statistisch je 2,28 Personen.
Ethnisch betrachtet bestand die Bevölkerung ausschließlich aus Weißen.
25,2 Prozent der Bevölkerung waren unter 18 Jahre alt, 62,6 Prozent waren zwischen 18 und 64 und 12,2 Prozent waren 65 Jahre oder älter. 47,5 Prozent der Bevölkerung war weiblich.
Das mittlere jährliche Einkommen eines Haushalts lag bei 41.607 USD. Das Pro-Kopf-Einkommen betrug 19.497 USD. 7,3 Prozent der Einwohner lebten unterhalb der Armutsgrenze.